# Andesceder
Andesceder (Austrocedrus chilensis) er et mellemstort, stedsegrønt træ med en kegleformet krone. Bladene er skælformede og koglerne er små med blot to frø i hver. Træet er forholdsvist sjældent og ikke fuldt hårdført, men ses dog i nogle botaniske haver og større parker.

## Kendetegn
Andesceder er et mellemstort, stedsegrønt træ med en smalt kegleformet krone og en kort stamme. Grenene er korte og opstigende. Barken er først grøn, men bliver snart rødbrun. Senere bliver den rødbrun og glat. Gamle grene og stammer får efterhånden en strimlet, opsprækkende bark med kobberrød underbark synlig i revnerne. Knopperne sidder skjult under de stedsegrønne blade, som sidder parvist med indadbøjede spidser ud langs skuddet. Oversiden er blank og grågrøn, mens undersiden er gulgrøn med hvidkantede spalteåbninger, der tilsammen danner et hvidt bånd Koglerne består af fire skæl: to små, ufrugtbare og to store, som er frugtbare. Koglen rummer derfor kun to frø.
Rodsystemet er kraftigt med grove hovedrødder og trævlede finrødder.
Træet når en højde på over 30 m (i Danmark: 15 m) og en kronediameter på 4 m.

## Hjemsted
Andesceder er hjemmehørende i regnskove og skovstepper på Andesbjergene, både på vestiden (i Chile) og på østskråningerne (i det vestlige Argentina). Her indgår de i blandede nåleskove eller i plantesamfund sammen med abetræ og arter af sydbøg. I de argentinske departementer Futaleufú og Languiñeo, som ligger i den nordvestlige del af provinsen Chubut findes subantarktiske, løvfældende skove. Her findes arten sammen med bl.a. Acaena argentea og Acaena ovalifolia (begge er arter af slægten tornnød), Berberis microphylla (en art af berberis), chilejordbær, Chiliotrichum diffusum, Chusquea culeou, darwinberberis, Elymus andinus (en art af kvik), fru Heibergs hår, Galium hypocarpium og Galium richardianum (begge er arter af slægten snerre), glat ærenpris, gul inkalilje, Hierochloe redolens (en art af festgræs), hvid eskallonia, Hydrocotyle chamaemorus (en art af frøbid), krybende kambregne, Lathyrus magellanicus (en art af fladbælg), lenga, Luzula chilensis (en art af frytle), magellankorsrod, magellannellikerod, Maytenus boaria og Maytenus chubutensis (begge er arter af en slægt i ananas-familien), ñire, Ribes cucullatum og Ribes magellanicum (begge er arter af Ribs-slægten), Schinus patagonicus (en art af pebertræ), Senecio filaginoides og Senecio neaei (begge er arter af slægten brandbæger), Sisyrinchium patagonicum (en art af slægten blåøje), Solidago chilensis (en art af slægten gyldenris), trefliget gummipude, Vicia magellanica (en art af slægten vikke) og Viola maculata (en art af slægten viol).

## Galleri
|  |  |  |
|  |  |  |

## Note
1. ↑  Alan Mitchell: Træer i Nordeuropa, 1977, ISBN 87-12-23331-5 side 58
2. ↑  Claudia Pamela Quinteros, Nidia Hansen og Adriana Kutschker: Composición y diversidad del sotobosque de ñire (Nothofagus antarctica) en función de la estructura del bosque side 235 ff – en meget grundig undersøgelse af Nothofagus-skovene i det sydlige Chile (spansk)